# 顾洪辉

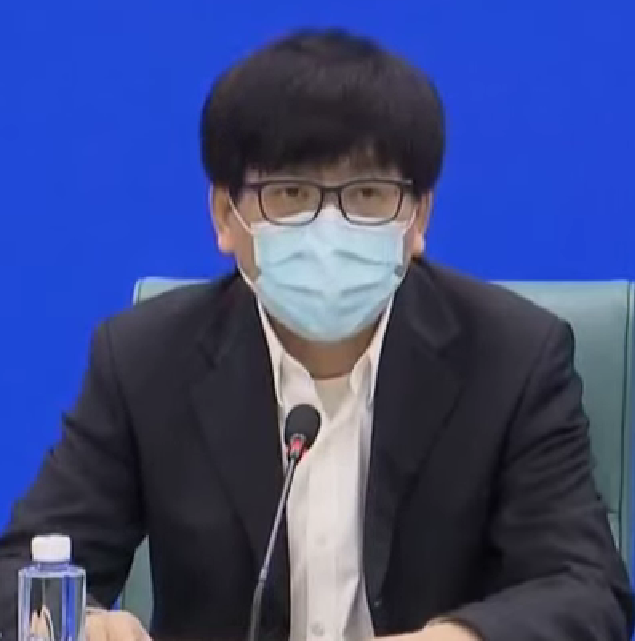
顾洪辉于2022年4月5日出席上海疫情防控新闻发布会

顾洪辉 (1963年3月—)，上海人，中共党员，在2022年3月上海市2019冠状病毒病聚集性疫情期间，担任上海市政府副秘书长、上海市市疫情防控领导小组办公室主任。

## 生平
顾洪辉曾获得历史学学士，高级管理人员工商管理硕士学位。